# Karuri
Karuri es una localidad de Kenia, con estatus de villa, perteneciente al condado de Kiambu.
Tiene 129 934 habitantes según el censo de 2009. Es una aglomeración urbana formada en la parte septentrional del área metropolitana de Nairobi, limitando al oeste con Kikuyu, al norte con Limuru y al este con Kiambu.

## Demografía
Los 129 934 habitantes de la villa se reparten así en el censo de 2009:
- Población urbana: 99 739 habitantes (49 692 hombres y 50 047 mujeres)
- Población periurbana: 7977 habitantes (4043 hombres y 3934 mujeres)
- Población rural: 22 218 habitantes (11 148 hombres y 11 070 mujeres)

## Transporte
Ninguna carretera importante pasa por esta villa, aunque cuenta con varias avenidas conectadas con Nairobi. Limuru y Kiambu están conectadas entre sí a través de una carretera que pasa por Karuri.